# Аксельбант для нижчих чинів (Австро-Угорщина)

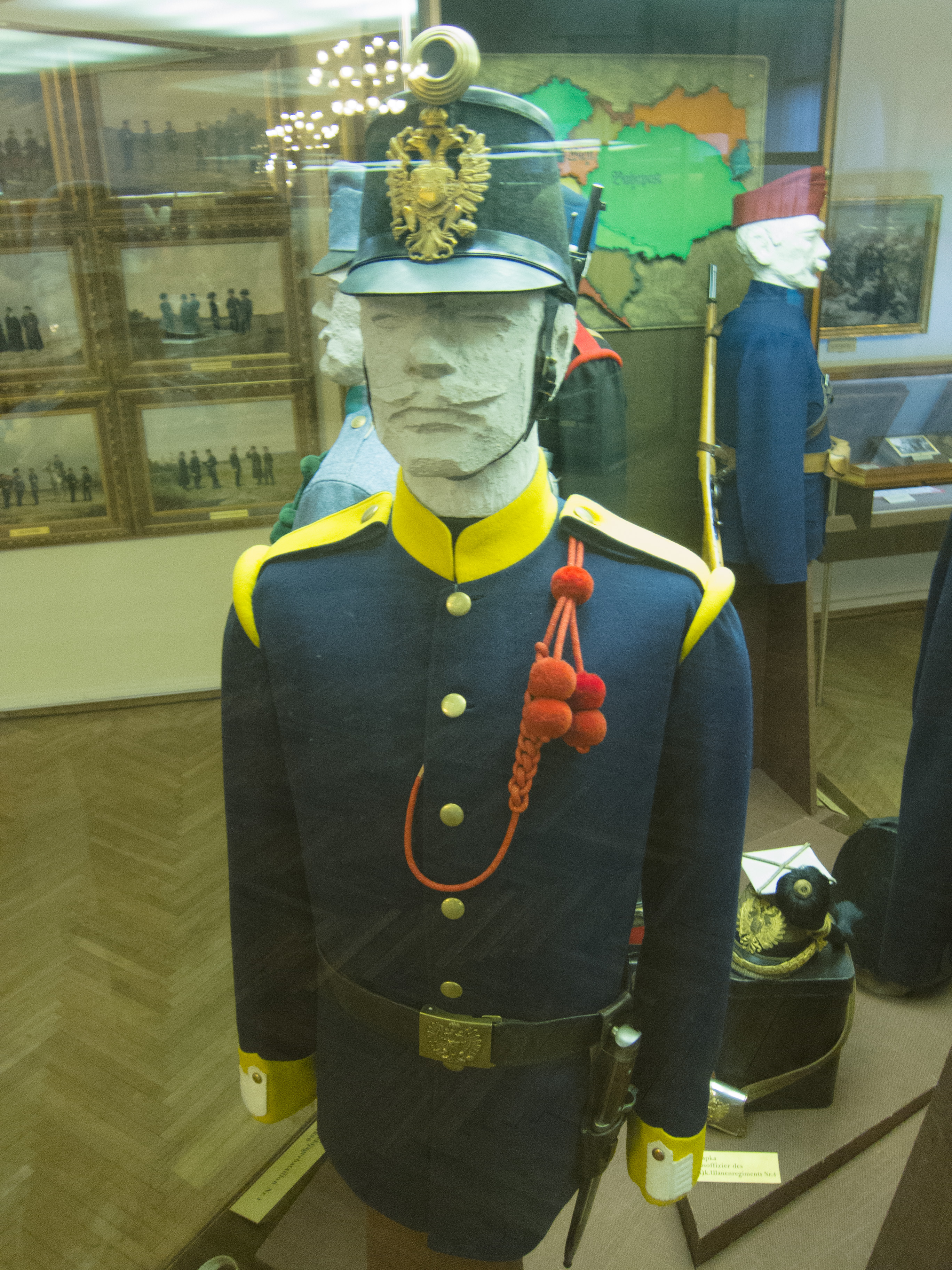
Однострій піхотинця піхотного (угорського) полку спільного війська з аксельбантом відмінного стрільця піхоти.

Аксельбант для нижніх чинів — відзнака для австро-угорських вояків за успіхи у вогневій та фаховій підготовці.

## Історія нагороди
Військові реформи в Австро-Угорщині та модернізація збройних сил в Європі сприяли тому, що вояк почав розглядатись, як окрема одиниця, від якої безпосередньо залежить успіх бою. Цьому також сприяв тодішній розвиток вогнепальної зброї. Таким чином, підвищувалось значення особистої бойової підготовки військовика.
В контексті вищезазначеного, було вирішено в якості відзнаки за успіхи у вогневій підготовці ввести у збройних силах спеціальну відзнаку – аксельбант. Перший різновид аксельбанта затверджено в 1868 році, останній у 1910. З часом аксельбанти з’явились не лише в піхоті, а і в артилерії та інженерних військах.
В кавалерії та ВМС аксельбанти не запроваджувались. Це аргументувалось їхньою несумісністю з кавалерійським та морським одностроями.
Аксельбанти стали візитівкою австро-угорської армії разом з відзнаками на головні убори. Після розпаду держави Габсбургів подібні аксельбанти існуали в збройних силах Австрії (до 1974 р.) та Угорщини (до 1944 р.) .

## Різновиди
Аксельбант для нижніх чинів з 1868 р. по 1910 р. мав такі різновиди.:
Аксельбант відмінного стрільця піхоти спільного війська та прикордонної варти (1868, 1888);
Аксельбант снайпера піхоти (1906);
Аксельбант відмінного стрільця єгерів та піхоти ландверу (1868, 1878);
Аксельбант снайпера єгерів та ландверної піхоти (1906);
Аксельбант снайпера «земельних стрільців» (1878);
Аксельбант старшого снайпера «земельних стрільців» (1906);
Аксельбант командира артилерійської гармати (1910);
Аксельбант стернового піонерів інженерних військ (1906);
Аксельбант відмінного вояка інженерних військ (1869);
Аксельбант відмінного вояка залізничного і телеграфного полку (1890).

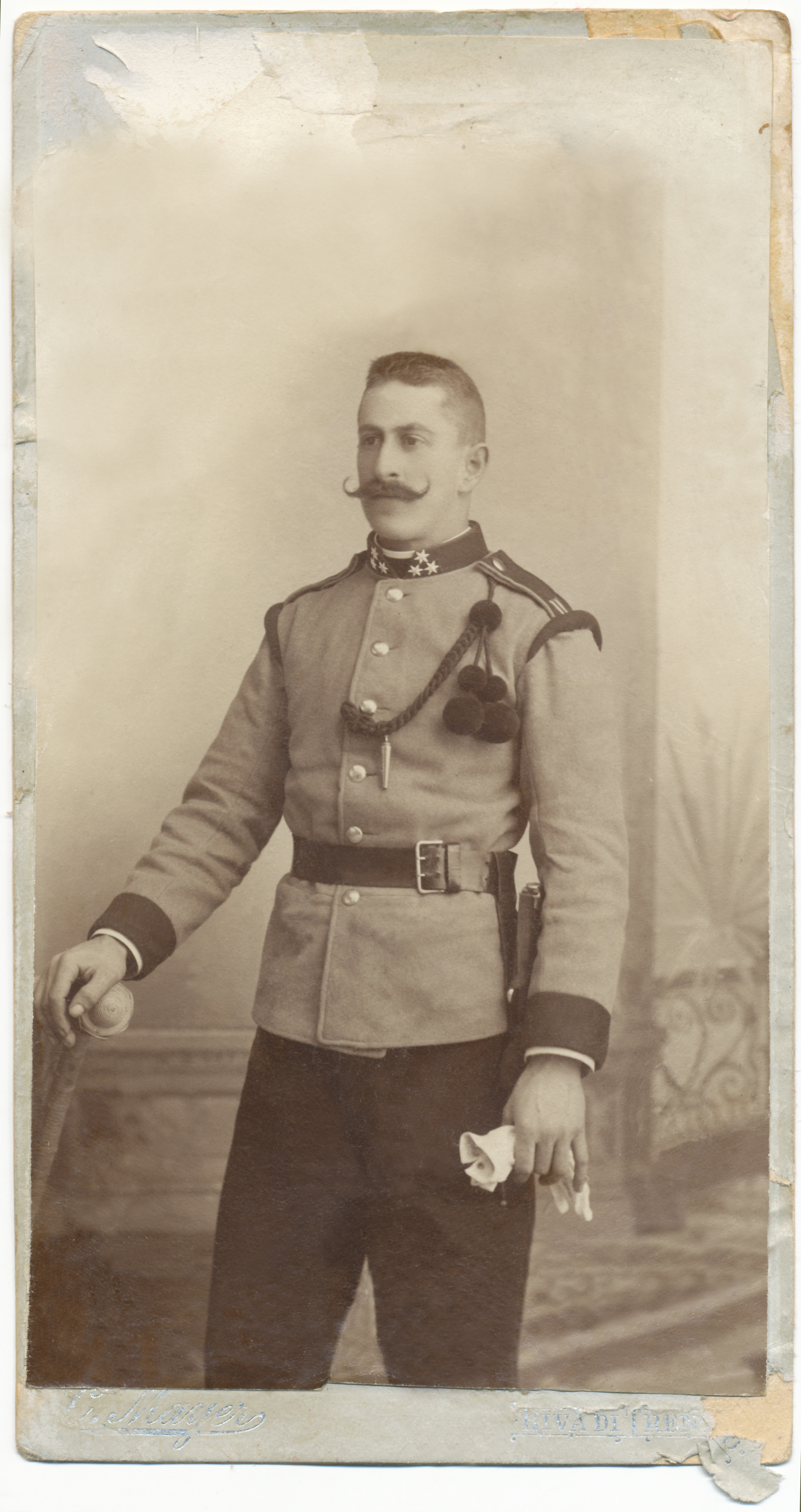
Цугсфюрер ландверу К. Ленерт з аксельбантом відмінного стрільця єгерів та піхоти ландверу.
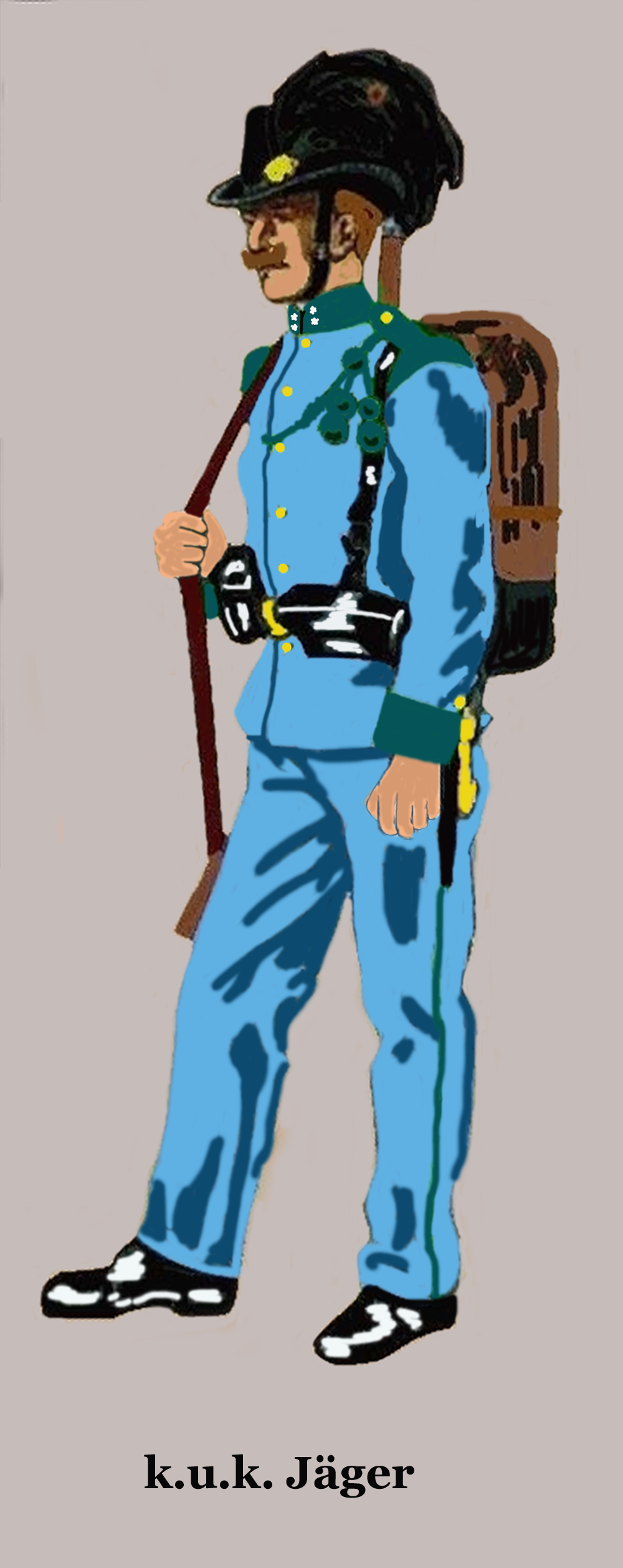
Корпораль єгерів з аксельбантом відмінного стрільця єгерів та піхоти ландверу.
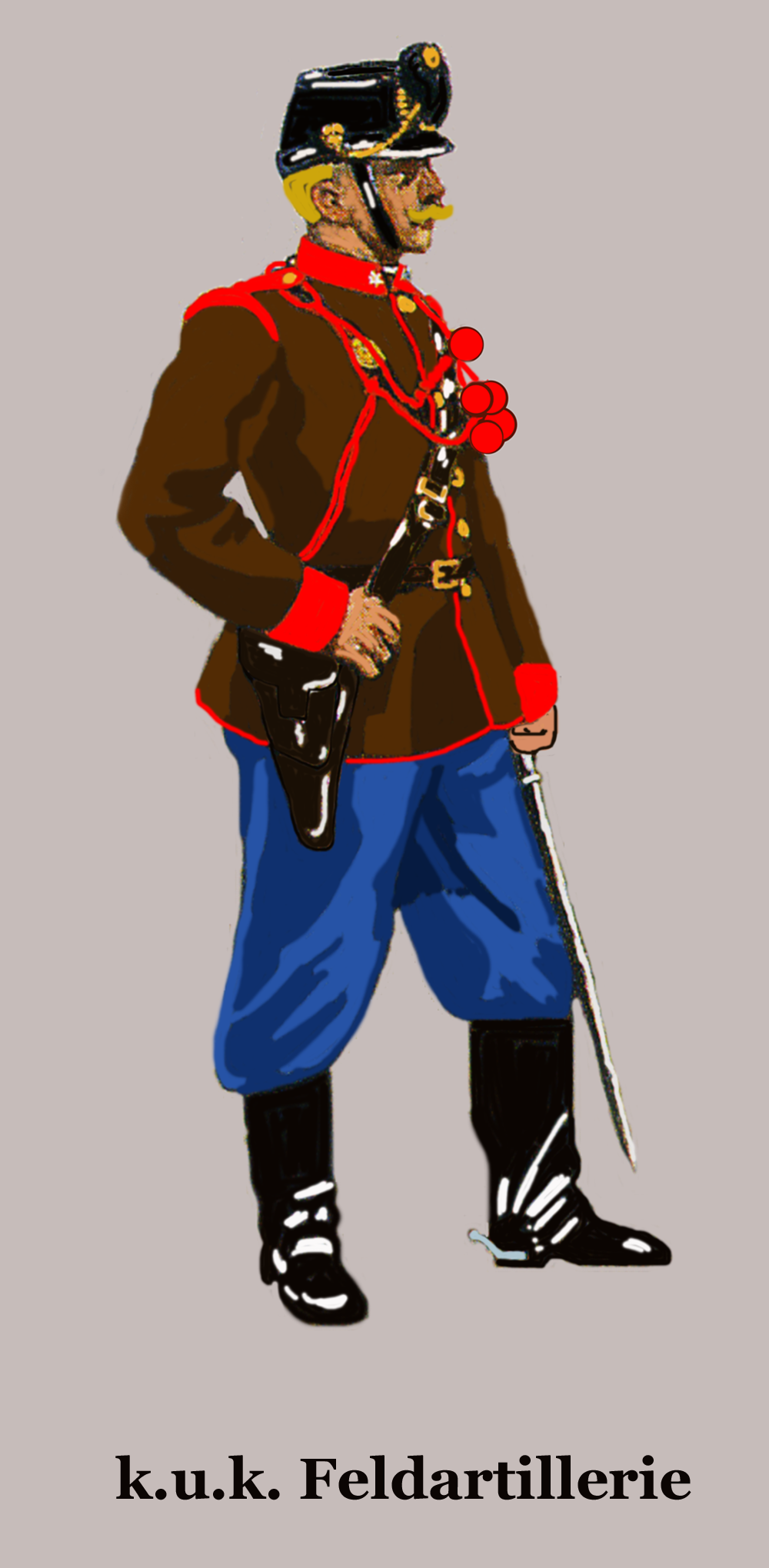
Вормайстер польової артилерії в парадному однострої з аксельбантом відмінного гарматного навідника та кваліфікаційним знаком.
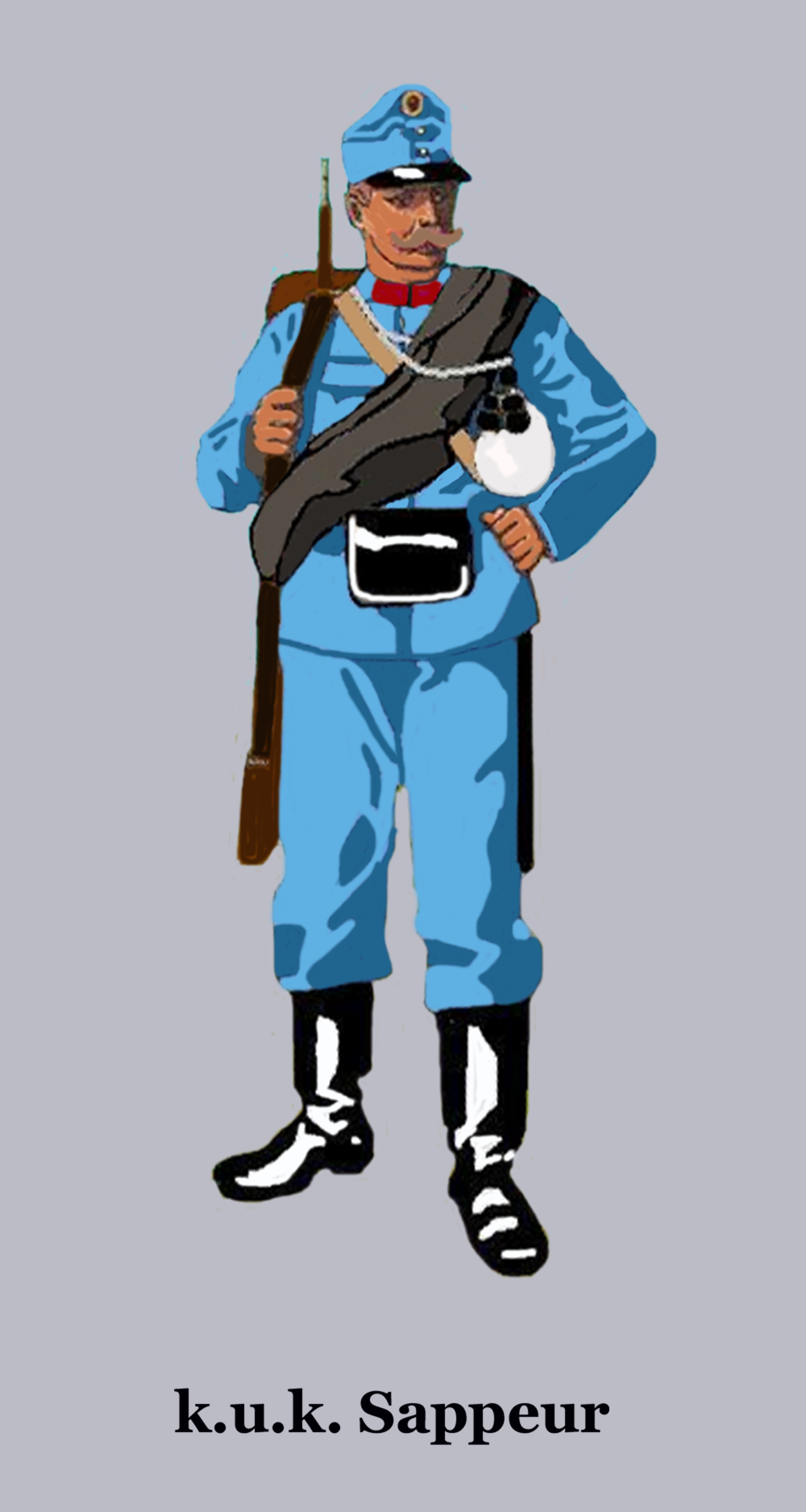
Сапер з аксельбантом.

## Опис відзнаки
Аксельбанти виготовлялись з фарбованого шерстяного шнура методом плетіння. Загальна довжина аксельбанта 53, 5 см., діаметр шнура – 4 мм. На обидвох кінцях аксельбанта були петля для кріплення до погону та ґудзика. Оздоблювались аксельбанти кулями-помпонами, за винятком аксельбантів жандармів, земельних стрільців та артилеристів (командирів гармати)
Носились аксельбанти на лівій стороні грудей. В якості другого кріплення міг також використовуватись наявний квалілфікаційний знак. Унтер-офіцери могли кріпити до аксельбантів свистки .